# 飛馬座HO
飛馬座HO，又名BD+20 5027，HD 207932、SAO 90059、HR 8350，是飛馬座的一颗恒星，视星等为6.89，位于銀經76.5，銀緯-25.04，其B1900.0坐标为赤經21h 47m 38.3s，赤緯+20° -25.04′ 10″。